# لوري آن جولدمان
لوري آن جولدمان (بالإنجليزية: Laurie Ann Goldman)‏ (و. – م) هي رجل أعمال من الولايات المتحدة الأمريكية .

## التعليم
تعلمت في جامعة تكساس، أوستن.